# Soligorsk
Soligorsk (biał. Салігорск, Salihorsk, ros. Солигорск) – miasto na Białorusi, w obwodzie mińskim, na południe od Słucka, nad Zbiornikiem Soligorskim na Słuczy (lewy dopływ Prypeci). Jest centrum administracyjnym rejonu soligorskiego. W 2019 liczba mieszkańców wynosiła 106 289.

## Historia
Osada powstała w 1958 wraz z kopalnią soli, początkowo nazwaną Starobińską od pobliskiego miasta Starobina. W 1959 nadano osadzie obecną nazwę i status osiedla robotniczego, a w 1963 nadano prawa miejskie.
W mieście istnieje przemysł chemiczny (głównie wytwarzanie nawozów potasowych), spożywczy, elektromaszynowy, mineralny, drzewny i lekki.
W Soligorsku działa pięć parafii prawosławnych, należących do dekanatu soligorskiego eparchii słuckiej Egzarchatu Białoruskiego Patriarchatu Moskiewskiego. W 1993 w mieście powstała rzymskokatolicka parafia św. Franciszka, a w latach 1997–2001 wzniesiono kościół i klasztor franciszkański, należący do Prowincji Wniebowzięcia Najświętszej Maryi Panny Zakonu Braci Mniejszych w Katowicach.

## Demografia
- 2009 – 101 909[5]
- 2010 – 102 282[5]
- 2011 – 103 089[5]
- 2017 – 106 839[6]
- 2018 – 106 627[7]
- 2019 – 106 289[1]

Według danych ze spisu z 2009 miasto zamieszkiwali głównie Białorusini (88 811 osób), Rosjanie (8439), Ukraińcy (1141) i Polacy (185), żadna inna narodowość nie przekraczała liczebnie 100 osób.

## Współpraca
Miejscowość partnerska:
- La Louvière, Belgia

## Sport
- klub hokejowy HK Szachcior Soligorsk
- klub piłkarski Szachcior Soligorsk

## Galeria

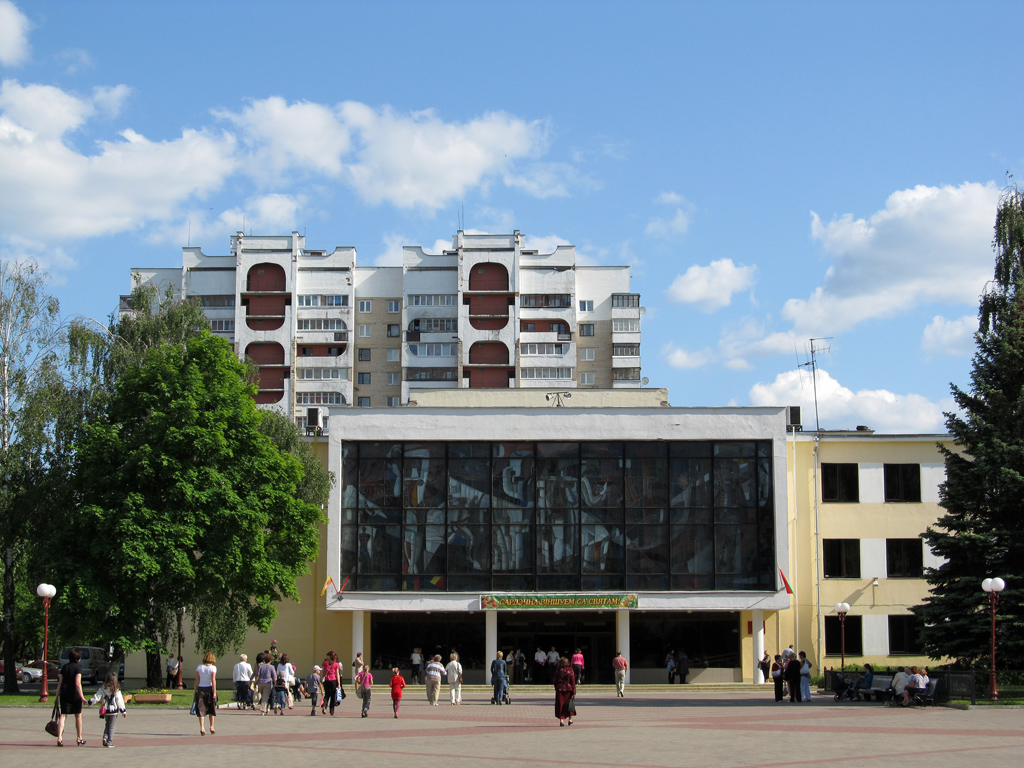
Plac Centralny
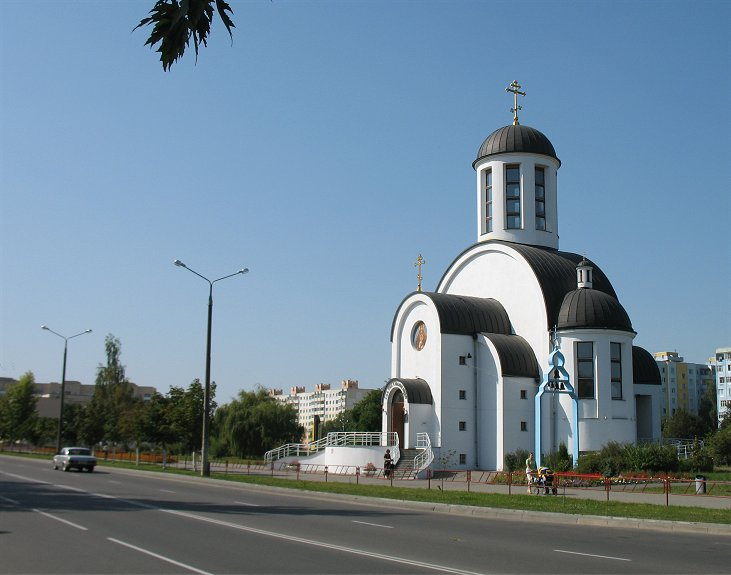
Cerkiew Narodzenia Bogurodzicy
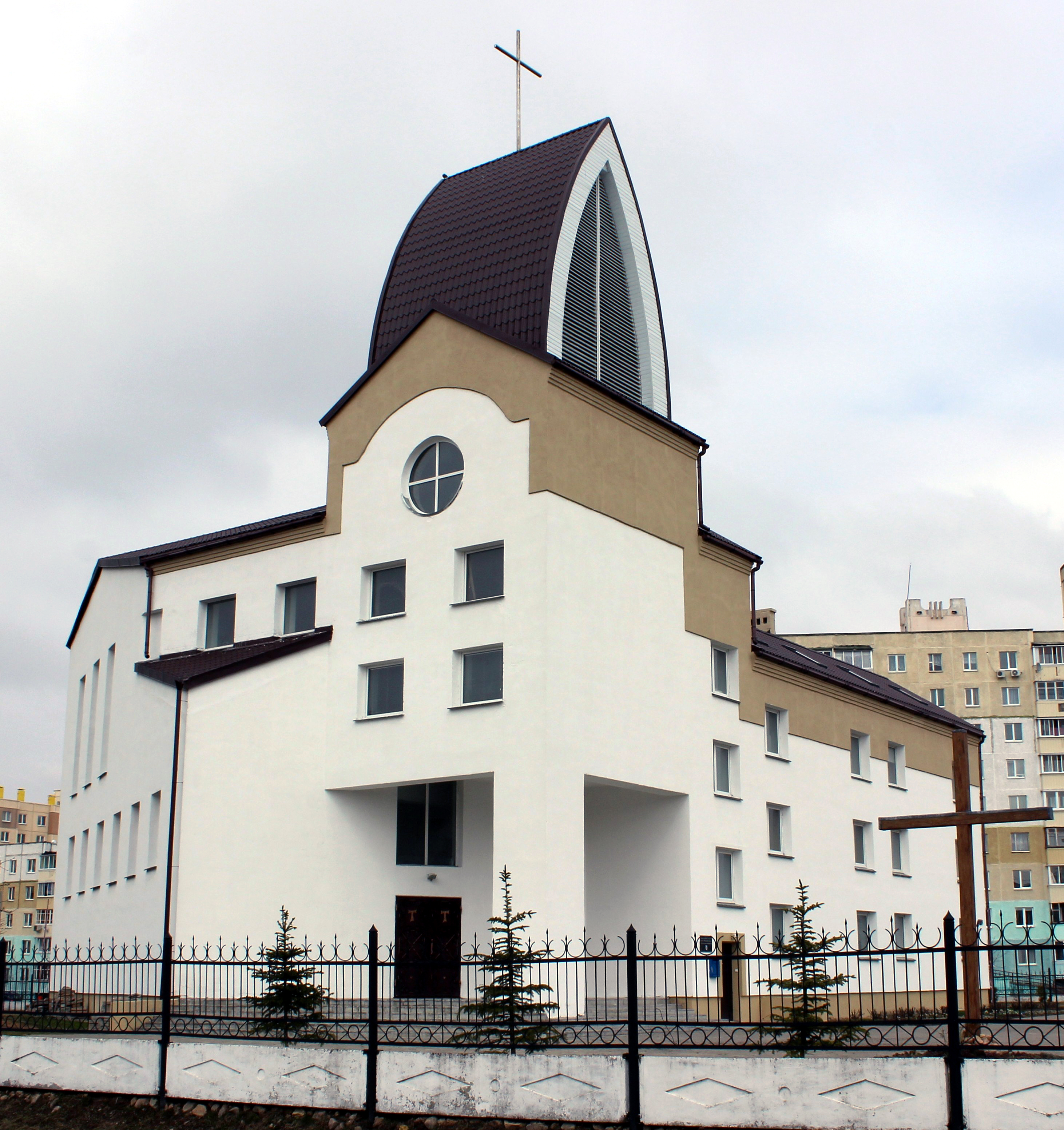
Kościół św. Franciszka
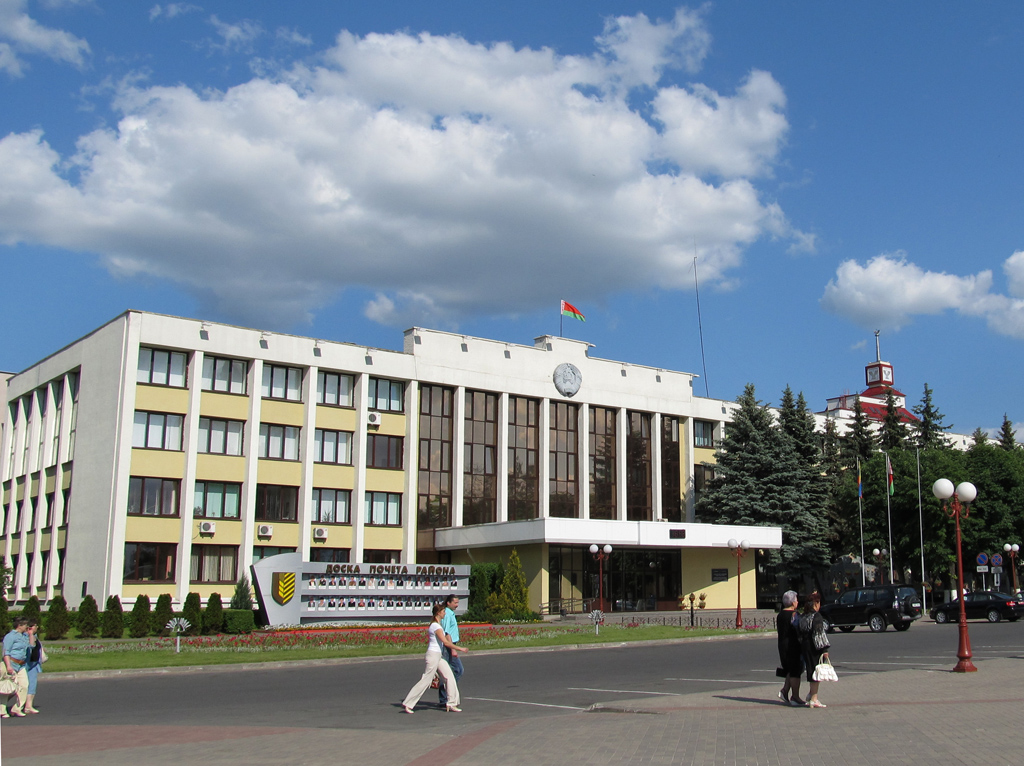
Ratusz
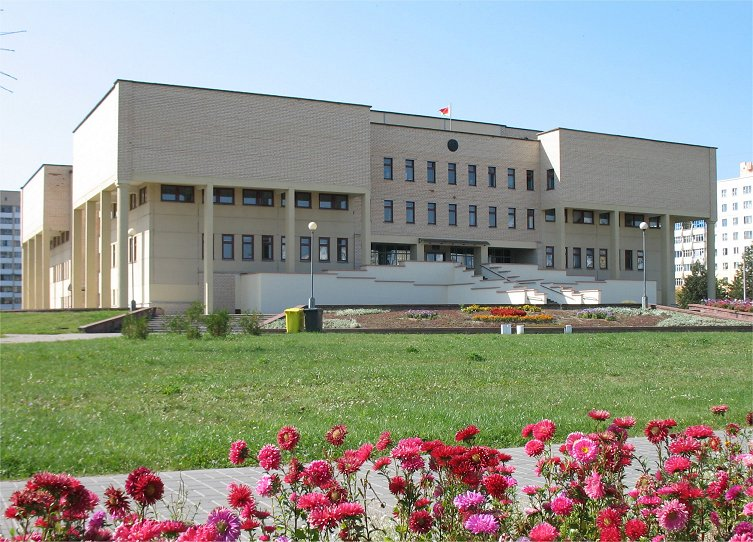
Sąd rejonowy
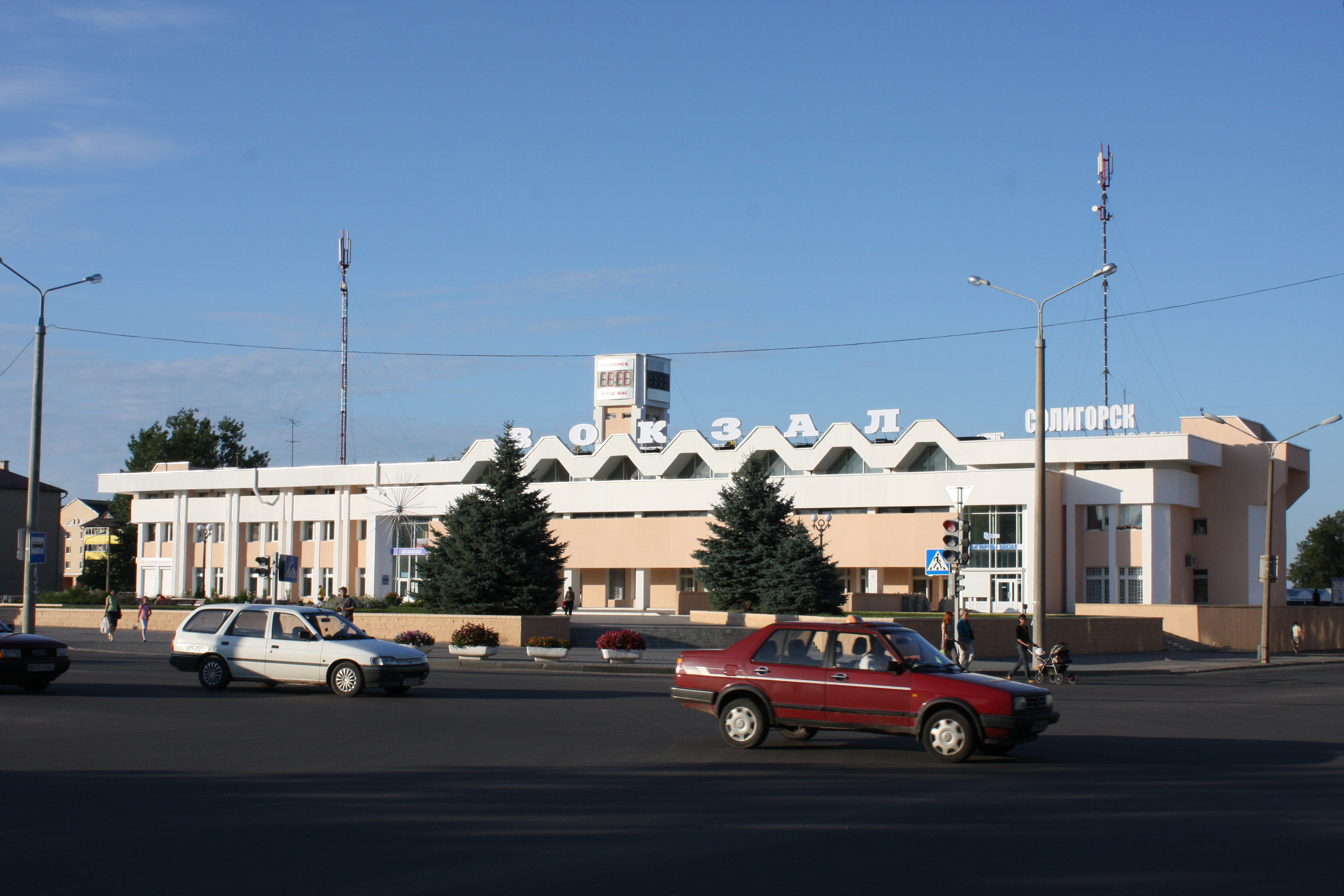
Dworzec kolejowy
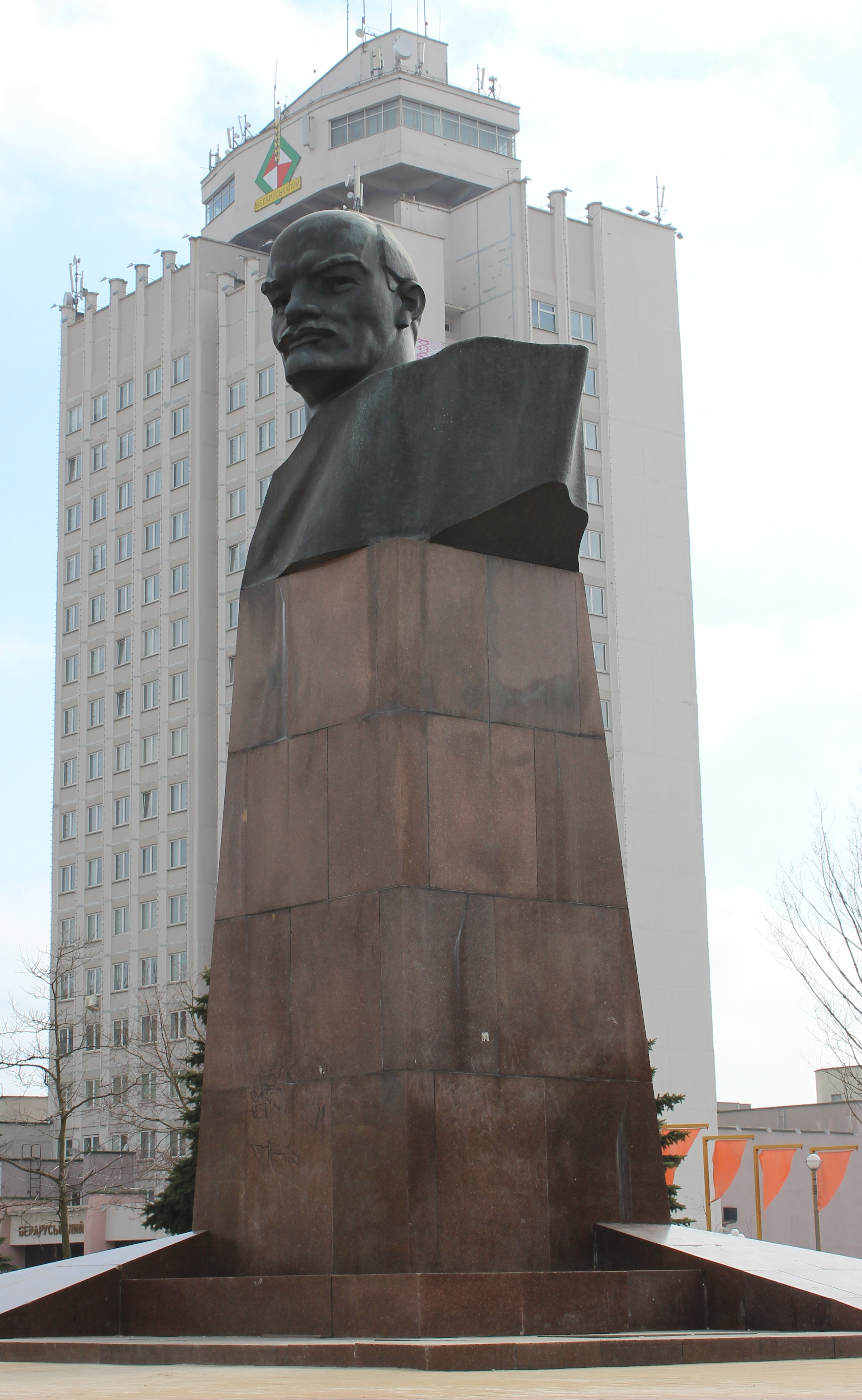
Pomnik Lenina